# José Milicua
José Milicua Ilarramendi (ur. 1921 w Oñate, zm. 20 maja 2013 w Barcelonie) – hiszpański historyk i krytyk sztuki, wykładowca uniwersytecki. Specjalista w dziedzinie sztuki barokowej, zwłaszcza twórczości Caravaggia i José de Ribery.
Studiował na Uniwersytecie Barcelońskim, a następnie przeniósł się do Włoch, gdzie najpierw jako student, a później jako współpracownik pracował z Roberto Longhim. Był profesorem historii sztuki na Uniwersytecie Complutense w Madrycie, Uniwersytecie Barcelońskim i Uniwersytecie Pompeu Fabry. Uważany za eksperta w dziedzinie sztuki barokowej i jednego z najlepszych specjalistów w twórczości Caravaggia i związanego z nim ruchu malarskiego i artystycznego oraz twórczości José de Ribery i szkoły tenebrystycznej w Neapolu. Interesował się sztuką współczesną we wszystkich jej formach artystycznych, od neoplastycyzmu po szkołę Bauhaus, przechodząc przez wszystkie artystyczne przejawy ekspresjonizmu. Wniósł fundamentalny wkład w poznanie i docenienie sztuki XX wieku.
Współpracował z Muzeum Prado, gdzie odzyskał i zidentyfikował godne uwagi dzieła, m.in. Św. Hieronima czytającego list Georgesa de La Tour. 27 maja 2008 za swoją pracę został uhonorowany Nagrodą Fundacji Amigos del Museo del Prado. Został także honorowym członkiem Królewskiej Akademii Sztuk Pięknych św. Ferdynanda, członkiem Królewskiej Katalońskiej Akademii Sztuk Pięknych św. Jerzego w Barcelonie oraz Instituto Amatller de Arte Hispánico.

## Publikacje
- Palencia monumental (1954)
- A propósito del pequeño crucifijo ticianesco del Escorial (1957)
- Observatorio de ángeles (1958)
- La Construcción por Francisco de Goya (1981)
- Diez estudios sobre pintura (1991)
- El Greco y su revalorización del Modernismo Catalán (1996–1997)
- Goya la imagen de la mujer (2002)

Praca wydana pod jego kierunkiem:
- Historia Universal del Arte (10 tomów) (1988–1999)